# 관습
관습(慣習, 영어: convention, custom)은 어떤 사회에서 오랫동안 지켜 내려와 그 사회 성원들이 널리 인정하는 질서나 풍습을 말한다. 관행, 일반관행, 사실인 관습으로도 부른다. 법률적으로는 사실인 관습(데 팍토)과 법률인 관습(데 유레)이 있는데 법률인 관습은 관습법이라고 부른다.
관습은 사회 규범 중 하나이다.

## 사실인 관습
관습법이란 사회의 거듭된 관행으로 생성한 사회생활규범이 사회의 법적 확신과 인식에 의하여 법적 규범으로 승인·강행되기에 이르른 것을 말하고, 사실인 관습은 사회의 관행에 의하여 발생한 사회생활규범인 점에서 관습법과 같으나 사회의 법적 확신이나 인식에 의하여 법적 규범으로서 승인된 정도에 이르지 않은 것을 말하는 바, 관습법은 바로 법원으로서 법령과 같은 효력을 갖는 관습으로서 법령에 저촉되지 않는 한 법칙으로서의 효력이 있는 것이며, 이에 반하여 사실인 관습은 법령으로서의 효력이 없는 단순한 관행으로서 법률행위의 당사자의 의사를 보충함에 그치는 것이다.
법령과 같은 효력을 갖는 관습법은 당사자의 주장 입증을 기다림이 없이 법원이 직권으로 이를 확정하여야 하고 사실인 관습은 그 존재를 당사자가 주장 입증하여야 하나, 관습은 그 존부자체도 명확하지 않을 뿐만 아니라 그 관습이 사회의 법적 확신이나 법적 인식에 의하여 법적 규범으로까지 승인되었는지의 여부를 가리기는 더욱 어려운 일이므로, 법원이 이를 알 수 없는 경우 결국은 당사자가 이를 주장입증할 필요가 있다.
사실인 관습은 사적 자치가 인정되는 분야 즉 그 분야의 제정법이 주로 임의규정일 경우에는 법률행위의 해석기준으로서 또는 의사를 보충하는 기능으로서 이를 재판의 자료로 할 수 있을 것이나 이 이외의 즉 그 분야의 제정법이 주로 강행규정일 경우에는 그 강행규정 자체에 결함이 있거나 강행규정 스스로가 관습에 따르도록 위임한 경우등 이외에는 법적 효력을 부여할 수 없다.

## 법률인 관습
일반관행은 사실인 관습인데, 이 일반관행이란 객관적 요건에 법적확신(opinio juris)이라는 주관적 요건이 만족되면 관습법이 성립된다. 국내관습법의 인정에 대해서는 통설과 판례가 법적확신을 필수적으로 요구하고 있으며, 국제관습법의 인정에 대해서도 동일하다. 다만, 국제관습법의 인정사례에서는, 많은 국제사법재판소의 판례에서 일반관행만으로 법적확신을 추정하여, 별도로 법적확신을 심사하지 않고 바로 일반관행만으로 국제관습법의 성립을 인정하기도 한다.

## 사실인 관습과 관습법 비교
사실인 관습은 사회관행에 의하여 발생한 사회생활규범인 점에서 관습법과 같으나, 사회의 법적확신이나 인식에 의하여 법적규범으로서 승인된 정도에 이르지 못한 것이라는 점에서 관습법과 다르다. 그러므로 법령으로서의 효력은 없으며 강행법규에 저촉하지 않는 한 법률행위에 한해서 법률행위 당사자의 의사를 보충함에 그친다. 하지만 관습법은 법원으로서 법령과 같은 효력을 가지며 강행법규에 저촉되지 않는 한 재판의 근거가 된다.

## 같이 보기
- 전통
- 사실상 표준